# جو بوب بريغز
جو بوب بريغز (بالإنجليزية: Joe Bob Briggs)‏ مواليد 27 يناير 1953 في دالاس، الولايات المتحدة، هو ناقد سينمائي وممثل أمريكي.

## الأعمال

### أفلام
- مجزرة منشار تكساس 2 (1986)
- كازينو (1995) (بدور: دون وارد)
- الوجه المخلوع (1997)

### مسلسلات
- متزوج ولدي أطفال (1993)

## وصلات خارجية
- جو بوب بريغز على موقع IMDb (الإنجليزية)
- جو بوب بريغز على موقع ميتاكريتيك (الإنجليزية)
- جو بوب بريغز على موقع روتن توميتوز (الإنجليزية)
- جو بوب بريغز على موقع روتن توميتوز (الإنجليزية)
- جو بوب بريغز على موقع إن إن دي بي (الإنجليزية)
- جو بوب بريغز على موقع قاعدة بيانات الفيلم (الإنجليزية)
- جو بوب بريغز على موقع كينوبويسك (الروسية)
- الموقع الرسمي